# (5270) Kakabadze
(5270) Kakabadze es un asteroide perteneciente al cinturón de asteroides, descubierto el 19 de mayo de 1979 por Richard Martin West desde el Observatorio de La Silla, Chile.

## Designación y nombre
Designado provisionalmente como 1979 KR. Fue nombrado Kakabadze en honor al pintor y vanguardista David Kakabadze. Durante el período 1918-1927 vivió en París, donde realizó exposiciones junto con Picasso, Braque y otros. Un multitalento, también fue profesor de física y matemática e innovador en el campo de la cinematografía.

## Características orbitales
Kakabadze está situado a una distancia media del Sol de 2,574 ua, pudiendo alejarse hasta 2,930 ua y acercarse hasta 2,219 ua. Su excentricidad es 0,138 y la inclinación orbital 11,34 grados. Emplea 1509,13 días en completar una órbita alrededor del Sol.
El próximo acercamiento a la órbita terrestre se producirá el 12 de diciembre de 2183.

## Características físicas
La magnitud absoluta de Kakabadze es 12,8.